# Autostrada M43 (Ungaria)
M43 este o autostradă din Ungaria, ramificație a autostrăzii M5. În primăvara lui 2011 a fost dat în folosință primul segment al ei, între orașele Seghedin și Macău, lucrându-se în continuare la segmentul dintre Macău și Nădlac, care a fost conectat cu autostrada A1 din țara vecină, România, în iulie 2015, deși inițial primise ca termen luna iulie 2014.